# Вовчинецька сільська рада (Кельменецький район)
Вовчине́цька сільська́ ра́да — адміністративно-територіальна одиниця та орган місцевого самоврядування в Кельменецькому районі Чернівецької області. Адміністративний центр — село Вовчинець.

## Загальні відомості
- Населення ради: 1 325 осіб (станом на 2001 рік)

## Населені пункти
Сільській раді були підпорядковані населені пункти:
- с. Вовчинець

## Склад ради
Рада складалася з 16 депутатів та голови.
- Голова ради: Жулепа Валентина Іванівна
- Секретар ради: Галунка Людмила Іванівна

### Керівний склад попередніх скликань
| Прізвище, ім'я, по батькові | Основні відомості                                                                                 | Дата обрання | Дата звільнення |
| --------------------------- | ------------------------------------------------------------------------------------------------- | ------------ | --------------- |
| Жулепа Валентина Іванівна   | Сільський голова, 1956 року народження, освіта середня спеціальна, член Селянської партії України | 26.03.2006   | 31.10.2010      |
| Жулепа Валентина Іванівна   | Сільський голова, 1956 року народження, освіта середня спеціальна                                 | 31.10.2010   |                 |

Примітка: таблиця складена за даними сайту Верховної Ради України

### Депутати
За результатами місцевих виборів 2010 року депутатами ради стали:

#### За суб'єктами висування
| Суб'єкт висування                                       | Кількість обраних депутатів | %    |
| ------------------------------------------------------- | --------------------------- | ---- |
| Партія регіонів                                         | 8                           | 50   |
| Політична партія Всеукраїнське об'єднання «Батьківщина» | 4                           | 25   |
| Народна партія                                          | 2                           | 12,5 |
| Українська соціал-демократична партія                   | 2                           | 12,5 |

#### За округами
| № округу                                                | Прізвище, ім'я, по батькові     | Дата визнання обраним | Освіта             | Партійна приналежність                        | Відомості про обраного депутата                          |
| ------------------------------------------------------- | ------------------------------- | --------------------- | ------------------ | --------------------------------------------- | -------------------------------------------------------- |
| Народна Партія                                          |                                 |                       |                    |                                               |                                                          |
| 9                                                       | Секушина Марія Миколаївна       | 01.11.2010            | вища               | позапартійна                                  | Вовчинецька сільська рада, бухгалтер                     |
| 10                                                      | Довгань В'ячеслав Вікторович    | 01.11.2010            | середня спеціальна | позапартійний                                 | тимчасово не працює                                      |
| Партія регіонів                                         |                                 |                       |                    |                                               |                                                          |
| 2                                                       | Лекар Валентина Петрівна        | 01.11.2010            | вища               | позапартійна                                  | Вовчинецька загальноосвітня школа І-ІІ ст., вчитель      |
| 6                                                       | Галунка Людмила Іванівна        | 01.11.2010            | вища               | позапартійна                                  | Вовчинецька сільська рада, секретар                      |
| 7                                                       | Філіпець Людмила Григорівна     | 01.11.2010            | середня спеціальна | позапартійна                                  | пенсіонер                                                |
| 12                                                      | Маруха Сергій Петрович          | 01.11.2010            | середня спеціальна | позапартійний                                 | тимчасово не працює                                      |
| 13                                                      | Москалюк Лідія Василівна        | 01.11.2010            | середня спеціальна | позапартійна                                  | Відділ зв'язку с. Вовчинець, начальник                   |
| 14                                                      | Жулепа Валентина Григорівна     | 01.11.2010            | середня спеціальна | позапартійна                                  | Вовчинецька загальноосвітня школа І-ІІ ст., техпрацівник |
| 15                                                      | Бордюжан Людмила Миколаївна     | 01.11.2010            | середня спеціальна | позапартійна                                  | Вовчинецька сільська рада, землевпорядник                |
| 16                                                      | Раренко Юлія Володимирівна      | 01.11.2010            | середня спеціальна | позапартійна                                  | Нелиповецька сільська дільнична лікарня, медпрацівник    |
| Політична партія Всеукраїнське об'єднання «Батьківщина» |                                 |                       |                    |                                               |                                                          |
| 1                                                       | Дерев'янський Василь Вікторович | 01.11.2010            | середня спеціальна | позапартійний                                 | ЗАТ «Київбудком», машиніст баштівних кранів              |
| 3                                                       | Лекар Лілія Миколаївна          | 01.11.2010            | середня спеціальна | член Всеукраїнського об'єднання «Батьківщина» | магазин, продавець                                       |
| 4                                                       | Ковальчук Альберт Петрович      | 01.11.2010            | вища               | позапартійний                                 | Кельменці «АГРО», охоронець                              |
| 11                                                      | Філіпець Сергій Вікторович      | 01.11.2010            | середня спеціальна | позапартійний                                 | приватний підприємець                                    |
| Українська соціал-демократична партія                   |                                 |                       |                    |                                               |                                                          |
| 5                                                       | Маруха Світлана Гнатівна        | 01.11.2010            | середня спеціальна | позапартійна                                  | Вовчинецька загальноосвітня школа І-ІІ ст., вчитель      |
| 8                                                       | Гринчук Василь Іванович         | 01.11.2010            | середня            | позапартійний                                 | «СВАРОГ Вест-Груп», охоронець                            |

## Населення
Згідно з переписом УРСР 1989 року чисельність наявного населення сільської ради становила 1420 осіб, з яких 617 чоловіків та 803 жінки.
За переписом населення України 2001 року в сільській раді мешкали 1322 особи.

### Мова
Розподіл населення за рідною мовою за даними перепису 2001 року:
| Мова       | Відсоток |
| ---------- | -------- |
| українська | 97,89 %  |
| російська  | 1,28 %   |
| молдовська | 0,83 %   |